# Simone (sanger)
 Der er for få eller ingen kildehenvisninger i denne artikel, hvilket er et problem. Du kan hjælpe ved at angive troværdige kilder til de påstande, som fremføres i artiklen.

 For alternative betydninger, se Simone. (Se også artikler, som begynder med Simone)
Simone Egeriis Sahin (født Simone Egeriis 28. januar 1992 i Slagelse), med scenenavnet Simone, er en dansk sangerinde der bl.a. er kendt fra Scenen er din. Hun deltog i Dansk Melodi Grand Prix i 2010, 2013 og 2016.

## Karriere
I 2004 vandt Simone TV 2-programmet Scenen er din i kategorien "Junior-sang". Hun sang Christina Aguileras "Come On Over" i den indledende runde og "Vindens farver" fra Disney-filmen Pocahontas i både semifinalen og finalen.
Året efter udsendte Simone sit debutalbum Vindens farver, der indeholder hendes egne fortolkninger af Disney-sange. Vindens farver har indbragt Simone en tripel-platinplade og var det tredjebedst sælgende album i Danmark i 2005.
Simone deltog desuden i Dansk Melodi Grand Prix 2010 med sangen "How Will I Know", der kvalificerede sig videre efter indledende runde, men tabte i semifinalen til den senere vinder, "In a Moment Like This" med Chanée og N'evergreen. Tre år senere stillede hun igen op i Dansk Melodi Grand Prix 2013 med sangen "Stay Awake", hvor hun også denne gang kom videre til semifinalen og fik en tredjeplads. I 2016 stillede hun igen op i Dansk Melodi Grand Prix 2016 med sangen "Heart Shaped Hole" og opnåede endnu en gang en tredjeplads efter vindersangen "Soldiers of Love" med Lighthouse X og "Never Alone" med Anja Nissen.

## Privat
Simone Egeriis blev gift 27. august 2016 med Ali Sahin i Skælskør Lystskov. Hun fødte en datter 17. september 2017 og en søn 19. juli 2020.
skilt i 2023

## Diskografi
Album
- 2005: Vindens farver
- 2005: On A Night Like this
- 2006: Dreams Do Come True
- 2008: Devoted To You

Singler
- 2005: "Vindens farver"
- 2006: "That's When You Know"
- 2006: "As If/Million Years"
- 2007: "Summer Vacation" (Factor 15 remix)
- 2008: "Hopelessly Devoted To You"
- 2010: "How Will I Know" (Dansk MGP 2010)
- 2013: "Stay Awake" (Dansk MGP 2013)
- 2016: "Heart Shaped Hole" (Dansk MGP 2016)